# Király utca (Budapest)

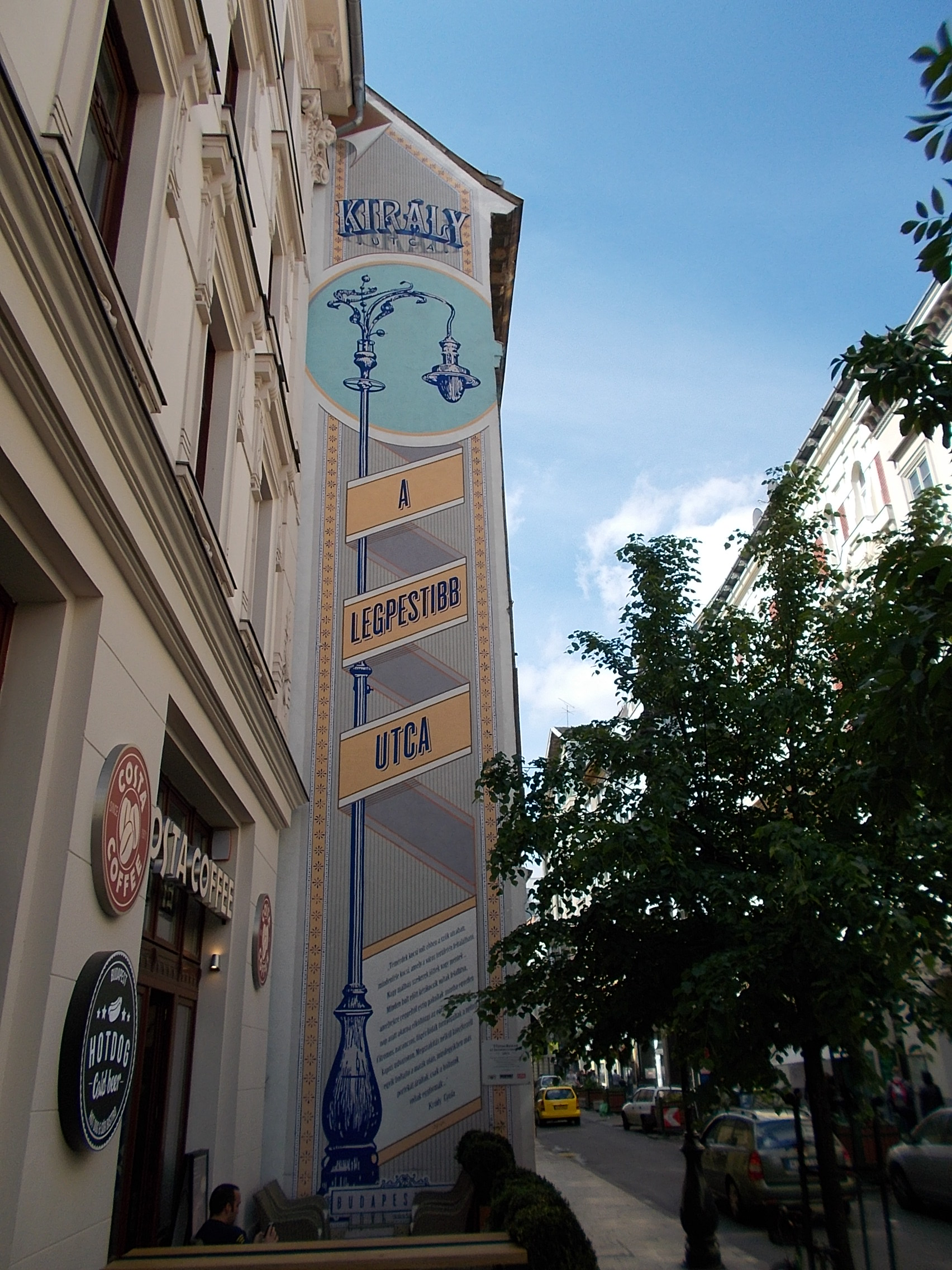
A Király, a legpestibb utca

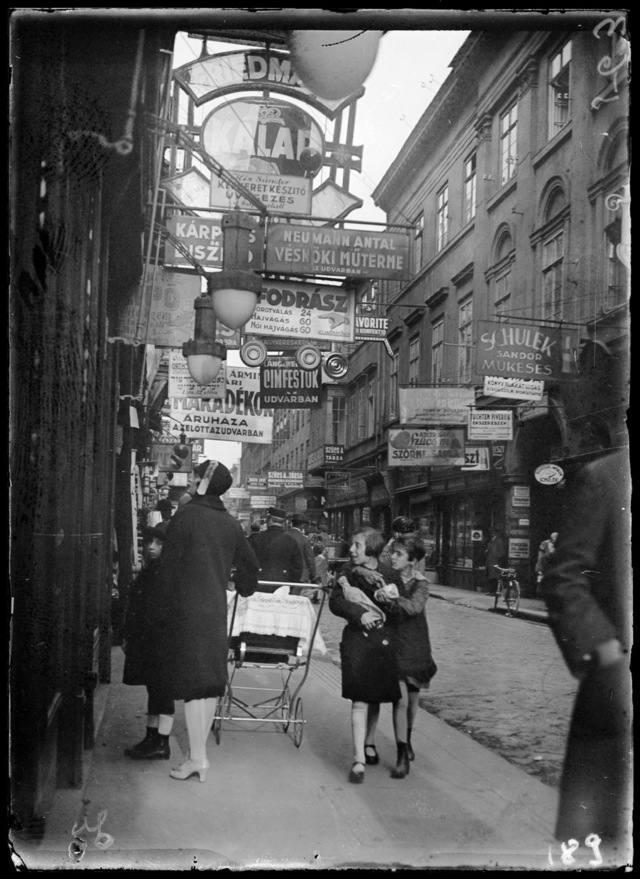
A Király utca pezsgő élete 1929-ben

A Király utca Budapest VI. és VII. kerületének határvonalán, a Deák Ferenc tér és a Lövölde tér között húzódik kb. 1,6 kilométer hosszúságban, a Teréz körútra merőlegesen.
A Deák tér és a Nagymező utca közötti belső szakasza a „bulinegyed” részeként vendéglátóhelyekkel és turistákkal zsúfolt, alacsony forgalmú és szűkebb keresztmetszetű. Egyben a történelmi Zsidónegyed északnyugati határa is. A Nagymező utca és a Lövölde tér közötti külső szakasz jóval forgalmasabb. Sűrű trolibuszközlekedéssel és sok üzlettel bír.
Neve a mai Deák térnél állott König von Engelland fogadó nevéből származik.
Páros oldala a Nagymező utca és a Teréz körút között  az Andrássy út és történelmi környezete világörökségi terület határa.

## Névváltozásai
Az 1740-es években a Károly körúttól a Jókai (Gyár) utcáig Mittermayerischegasse, majd onnan a Lövölde térig Lerchenfeldgasse (Pacsirtamező utca). 1786 körültől Englischegasse (Angol utca), az 1790-es évektől Engelische König Gasse (Angyali Király utca). 1810-től Englischer König Gasse (Angol király utca), 1820-tól a bécsi kongresszusra utalva Drei König Gasse (Három király utca) volt a neve, ez rövidült 1836-tól König Gasséra, amit 1874-ben Király utcára magyarítottak. 1950 és 1990 között Majakovszkij utcának hívták.

## Nevezetességei
Az utca nevezetességeinek többsége a Deák Ferenc tér és a Nagykörút közötti szakaszra esik.
A 27-es szám alatt volt megtalálható Ungerleider Mór Velence nevű kávéháza, ahol 1891–92 körül vetítettek először mozgóképeket. A 36-os Hild házban született Petschauer Attila kardvívó világbajnok, a 37-esben Szomory Dezső. A közeli Kis Diófa utca – Király utca találkozásánál nyílt a gettó egyik kijárata.
A 11. szám alatt található ház külső homlokzatán látható 6 db angyalkás fali dombormű, készítője Pásztor Pál szobrász, iparművész keze munkáját dicséri. A ház az 1940-50-es években a Kézműves Ipari Kamara épületeként szolgált.
A Csányi utca – Király utca sarkán található az 1847–48-ban épült, cirádás, impozáns Pekáry-ház (tervezte Brein Ferenc; építtetője Pekáry István városi rendőr alkapitány volt), 1899-től itt élt egy ideig fiatal feleségével Krúdy Gyula. A Pekáry-házzal szemben magasodik a Kasselik Fidél által tervezett barokk terézvárosi templom körerkélyes tornya (helyén korábban, 1781-től fatemplom állt). A Liszt Ferenc téren található Liszt Ferenc Zeneművészeti Egyetem bejárata is a Király utca felől nyílik (ennek helyén korábban kuplerájok, selyemgyár és a Vakok Intézete állt).
A Nagykörút és a Lövölde tér közé eső részen kevesebb romantikus vagy klasszicista épület, több eklektikus bérpalota található. A 71. szám alatt működött 1903-tól a Rákosi Szidi és fia, Beöthy László által alapított Király Színház, helyén ma érdektelen szürke épület áll. Az utca ezen a részén született Gróf András (Andrew S. Grove, az Intel cég egyik alapítója, a 73. számú házban), Wigner Jenő (Nobel díjas fizikus, 76. számú házban), itt lakott Erkel Ferenc, (a 84. számú házban) Weiner Leó, Kabos Gyula (a 76. számú házban), Rákosi Szidi, Agárdy Gábor (a 82. számú házban), és Salamon Pál.

## Tömegközlekedése
Az utcában 1906-tól jelöletlenül, majd 1910-től 10-es jelzéssel közlekedő villamosjáratot 1949. december 11-én váltotta fel a 70-es trolibuszjárat, 1957-ben indult a vele hosszú szakaszon azonos útvonalon közlekedő 78-as.